# مکعب روبیک

مکعب روبیک در حالت حل‌شده

مکعب روبیک یک جورچین (پازل) مکانیکی است که در سال ۱۹۷۴ توسط یک مجسمه‌ساز و پروفسور معمار مجارستانی به نام ارنو روبیک ابداع شد. نام اصلی آن «مکعب جادویی» است که توسط مخترع آن نام‌گذاری شده‌است.

مکعب روبیک در حالت درهم‌ریخته

این اسباب بازی در سال ۱۹۸۰ به افتخار سازنده آن به "مکعب روبیک" تغییر نام یافت و برنده جایزه ویژه بهترین پازل جهان در آلمان شد و گفته شده پرفروش‌ترین اسباب بازی جهان با ۳۵۰٫۰۰۰٫۰۰۰ عدد است.
در هر مکعب روبیک کلاسیک ۶ وجه و در هر وجه ۹ تکه و هر وجه دارای یک رنگ است، در نتیجه کلاً دارای ۶ رنگ (رنگ‌بندی استاندارد: سفید، زرد، نارنجی، قرمز، آبی، و سبز) است. گفته می‌شود این مکعب دارای ۴۳کوینتیلیون جایگشت (تعداد ترکیب‌های ممکن برای موقعیت رنگ‌ها) است؛ و معمولاً افراد به دو روش مبتدی و حرفه‌ای آن را حل می‌کنند که روش مبتدی دارای ۷ مرحله است و این روش تقریباً دارای ۸ فرمول
است اما روش حرفه‌ای «روش فردیش ابداع شده توسط جسیکا فردریش» دارای ۴ مرحله و ۱۲۱ فرمول است.

در سال‌های بعد این مکعب گسترش یافت و مدل‌های دیگری از آن درست شده‌است، از جمله: ۲×۲×۲ (مکعب جیبی، مینی مکعب یا مکعب یخی)، ۳×۳×۳ (مکعب استاندارد)، ۴×۴×۴ (انتقام روبیک، یا مکعب استاد) و ۵×۵×۵ (روبیک پروفسورها) و همچنین اندازه‌های بزرگتر نیز درست شده‌اند (6x6x6 و 7x7x7 و 8x8x8 و 9x9x9 و 10x10x10 ) و اندازه بزرگ‌ترین مکعب ثبت شده در گینس 100x100x100 می‌باشد. رکورد سریع‌ترین زمان حل مکعب روبیک متعلق به Yiheng Wang «درفارسی ییهنگ وانگ» چینی با زمان 3 ثانیه و 8 صدم ثانیه است. 

## ساختار

روبیک۳در۳

مکعب ۳×۳×۳ روبیک هشت گوشه و دوازده لبه دارد. هر وجه سه پیشامد ممکن برای آرایش دارد. گرچه تنها هفت تا وجه (از هشت تا) می‌توانند به صورت مستقل آرایش یابند؛ آرایش کنج هشتم وابسته به کنج هفتم ماقبل خود است که۳۷ حالت برای آن وجود دارد. ۲/!۱۲ روش برای آرایش لبه‌های کنج وجود دارد. ۱۲ به این دلیل است که لبه‌ها باید در یک جایگشت زوج باشند. ۱۱ لبه می‌توانند به صورت مستقل چرخش داشته باشند و همراه گردش دوازدهمین لبه که به گردش لبه‌های ماقبل وابسته است، ۲۱۱ حالت به ما می‌دهد.

### الگوریتم‌ها روبیک
یک توالی به حافظه سپرده شده از حرکات که یک تأثیر مطلوب بر روی مکعب دارد، الگوریتم نامیده می‌شود. این ترمینولوژی نشات گرفته از استفادهٔ ریاضیاتی کلمهٔ الگوریتم، به معنی لیستی از دستورالعمل‌های تعریف شده برای به انجام رساندن یک تکلیف از یک حالت اولیه، از طریق حالت‌های موفق تعریف شده، به یک حالت پایانی مطلوب. هر متود حل مکعب روبیک، مجموعهٔ الگوریتم‌های خود را به کار می‌بندد، همراه با توضیحاتی در مورد تأثیراتی که الگوریتم دارد و چه زمانی برای نزدیک تر کردن مکعب به حالت حل شده می‌تواند مورد استفاده باشد.
الگوریتم‌های بسیاری طراحی شده‌اند تنها برای حل قسمت کوچکی از مکعب بدون ایجاد مداخله در قسمت‌های دیگر که قبلاً حل شده‌اند، بنابراین بتوان از آن‌ها به صورت مکرر در قسمت‌های مختلف بهره جست تا تمام مکعب حل شود. برای مثال، الگوریتم‌های بسیار شناخته شده‌ای وجود دارند برای چرخاندن سه گوشه بدون تغییر دادن بقیهٔ پازل یا برعکس کردن جهت دو لبه در حالی که بقیه دست نخورده باقی می‌مانند.
برخی الگوریتم‌ها یک تأثیر مطلوب مشخص دارند (به عنوان مثال، تعویض دو گوشه) اما ممکن است عارضهٔ جانبی به هم زدن بقیهٔ قسمت‌های مکعب را به همراه خود داشته باشند (مثل تغییر دادن برخی لبه‌ها) اینگونه الگوریتم‌ها معمولاً نسبت به آن‌هایی که بدون عارضهٔ جانبی اند، ساده ترند؛ و در ابتدای مسیر حل به کار گرفته می‌شوند – زمانی که بیشتر پازل هنوز حل نشده‌است و عوارض جانبی مطرح نیستند. بیشترشان طولانی و برای به حافظه سپردن، دشوار هستند. در جهت اتمام حل، الگوریتم‌های مشخص تر (و به‌طور معمول پیچیده‌تر) استفاده می‌شوند.

### ارتباط و کاربرد نظریهٔ ریاضیاتی گروه
مکعب روبیک توجه کاربردهای نظریه گروه‌های ریاضی را به خود معطوف کرد که برای استنباط الگوریتم‌ها مفید بوده به خصوص آنهایی که ساختار جابه جایی دارند یعنی XYX−1Y−1
(که x,yدو حرکت یا دنباله ای از حرکت‌ها هستند) یا ساختارهای مزدوج یعنی XYX−1 اغلب به کسانی که مکعب سریع کار می‌کنند اصطلاحاً به آنها حرکت بنیادی می‌گویند. بعلاوه این حقیقت که گروه‌های مکعب روبیک گروه‌های خوش تعریف اند یادگیری و آموزش رو از بین سطح‌های مختلف سختی با حرکت دادن روبیک ممکن می‌کند. برای مثال یکی از سطوح که در برگیرنده جواب روبیک است فقط از دوران‌های ۱۸۰درجه استفاده می‌کند. این
زیرگروه‌ها اصل‌های بنیادین روش کامپیوتری پاسخ به مکعب روبیک هستندکه توسطThistlethwaiteوKociembaابداع شدند که به روبیک با کاهش آن به زیرگروه‌های بیشتر پاسخ می‌دادند.

### گروه مکعب روبیک
گروه مکعب روبیک (G,.)گروهی است که ساختار مکانیکی مکعب روبیک را مدل‌سازی می‌کند. هر عضو این گروه معادل یکی از حرکات مکعب روبیک است، که دنباله ای از چرخش وجه‌های مختلف روبیک است. با این شیوه نمایش نه تنها حرکات مکعب روبیک نمایش داده می‌شوند بلکه هر وضعیت مکعب نیز با حرکت مکعب حل شده قابل شناسایی است. به وضوح اگر مکعب حل شده را مبنا قرار دهیم بین هر وضعیت مجاز و هر یک از عناصر G یک رابطه یک به یک و پوشا وجود دارد. عمل گروه. ترکیب دو حرکت است که نتیجه انجام یکی پس از دیگری است.
گروه مکعب روبیک با برچسب زدن ۴۸ مربع که در وسط وجوه واقع نیستند ساخته می‌شوند. هر وضعیتی از مکعب را می‌توان با جایگشتی از ۱تا۴۸نشان داد که به موقعیت مرکز وجه‌ها وابسته است. در این نمایش مکعب حل شده جایگشت همانی است. هر کدام از دوازده چرخش‌های مکعب روبیک (چرخش‌های ۹۰درجه یک لایه) با جایگشت مربوط به خودش مشخص می‌شود. گروه روبیک زیر گروه گروه یکمتری‌های (تقارن‌های)S48 است که با شش جایگشت که معادل شش حرکت در جهت عقربه‌های ساعت مکعب است تولید می‌شود. با این ساختار هر وضعیتی از مکعب با دنباله ای از ترکیب این حرکت‌های مکعب ساخته می‌شود. عمل. ترکیب دو دنباله از حرکت هاست که یکی پس از دیگری انجام می‌شود. گروه مکعب روبیک آبلی نیست زیرا ترکیب دو حرکت مکعب دارای خاصیت جابه جایی نیست. جابه جایی دو دنباله از حرکات مکعب می‌تواند وضعیتی متفاوت را نتیجه دهد.

#### حرکات مکعب
یک روبیک ۳×۳×۳دارای ۶وجه که هر کدام دارای ۹ مربع که وجه کوچک نامیده می‌شوند است. در مجموع دارای ۵۴وجه کوچک است. در یک مکعب حل شده هر کدام از سطوح کوچک در وجهی که با ان به تمامی همرنگ است قرار گرفته‌است. یک حرکت چرخش روبیک در یکی از وجه‌ها یا ۹۰درجه یا۱۸۰درجه یا-۹۰درجه است. سطح کوچک مرکزی (مرکز وجه) یا ثابت می‌ماند یا حول محور خودش می‌چرخد. حرکات مکعب روبیک معمولاً با نوشتار Singmaster مشخص می‌شود.
| پایه ۹۰°                                  | ۱۸۰°                                                | -۹۰°                                                    |
| {\displaystyle F} چرخش ساعت گرد وجه جلو   | {\displaystyle F^{2}} دوبار چرخش ساعت گرد وجه جلو   | {\displaystyle F^{\prime }} چرخش پاد ساعت گرد وجه جلو   |
| {\displaystyle B} چرخش ساعت گرد وجه عقب   | {\displaystyle B^{2}} دوبار چرخش ساعت گرد وجه عقب   | {\displaystyle B^{\prime }} چرخش پاد ساعت گرد وجه عقب   |
| {\displaystyle U} چرخش ساعتگرد وجه بالا   | {\displaystyle U^{2}} دو بار چرخش ساعت گرد وجه بالا | {\displaystyle U^{\prime }} چرخش پاد ساعت گرد وجه بالا  |
| {\displaystyle D} چرخش ساعت گرد وجه پایین | {\displaystyle D^{2}} دوبار چرخش ساعت گرد وجه پایین | {\displaystyle D^{\prime }} چرخش پاد ساعت گرد وجه پایین |
| {\displaystyle L} چرخش ساعت گرد وجه چپ    | {\displaystyle L^{2}} دوبار چرخش ساعت گرد وجه چپ    | {\displaystyle L^{\prime }} چرخش پاد ساعت گرد وجه چپ    |
| {\displaystyle R} چرخش ساعت گرد وجه راست  | {\displaystyle R^{2}} دوبار چرخش ساعت گرد وجه راست  | {\displaystyle R^{\prime }} چرخش پاد ساعت گرد وجه راست  |

#### ساختار گروه
در ادامه نشان کاربرد این نوشتار را در پاسخ دادن به مکعب روبیک نشان می‌دهیم. جهت شش وجه کوچک مرکزی ثابت است.
می‌توانیم هر حرکت شش وجه را به عنوان عنصری از گروه تقارنی روی مجموعه وجوه کوچک غیر مرکزی بشناسیم. به‌طور واضح تر می‌توانیم وجوه کوچک غیر مر کزی را توسط اعداد ۱تا۴۸ نام گذاری کنیم و هر حرکت روبیک را به عنوان یکی از عناصر S48 با توجه به تأثیر آن روی وجوه کوچک غیر مرکزی مختلف مشخص کنیم. گروه روبیک یک زیر گروه S48 است که با چرخش شش وجه مشخص می‌شود. کاردینال G برابر است با:
{\displaystyle |G|=43{,}252{,}003{,}274{,}489{,}856{,}000\,\!=12!2^{10}8!3^{7}=2^{27}3^{14}5^{3}7^{2}11}.
با وجود اینکه این عدد بزرگ است اما عدد God's مکعب روبیک ۲۰است که یعنی هر وضعیتی از مکعب با ۲۰ حرکت یا کمتر حل می‌شود. (که یه چرخش نیم دور یعنی دو چرخش ۹۰درجه یک وجه یک حرکت حساب می‌شود اما اگر دو حرکت حساب کنیم عدد God روبیک۲۶می‌شود)
بزرگ‌ترین مرتبهٔ یک عضو G برابر۱۲۶۰است. برای مثال عنصر زیر از مرتبه ۱۲۶۰ است:
{\displaystyle (RU^{2}D^{-1}BD^{-1})}.
G آبلی نیست برای مثال RF برابرFRنیست. همه چرخش‌های روبیک با یکدیگر آبلی نیستند.

#### زیرگروه‌ها
ما دو زیر گروه از گروه Gرا بررسی می‌کنیم:اولی گروهCo که موقعیت مکانی هر بلوک را ثابت نگه می‌دارد ولی می‌تواند جهت آنرا تغییر دهد. این گرو زیر گروه نرمال Gاست. این گروه می‌تواند به عنوان زیرگروه بستهٔ نرمال G چرخش لبه‌ها یا گوشه‌ها نمایش داده شود. برای مثال یک زیرگروه بسته نرمال برای دو حرکت زیر است:
{\displaystyle BR^{\prime }D^{2}RB^{\prime }U^{2}BR^{\prime }D^{2}RB^{\prime }U^{2},\,\!} (چرخش دو گوشه)
{\displaystyle RUDB^{2}U^{2}B^{\prime }UBUB^{2}D^{\prime }R^{\prime }U^{\prime },\,\!} (چرخش دو لبه).
دومی گروه{\displaystyle C_{P}} که در آن می‌تواند موقعیت مکانی بلوک‌ها نیز تغییر کند اما جهت آنها یعنی نحوهٔ قرارگیری آنها ثابت است. برای این گروه چند انتخاب موجود است که به روشی که جهت‌ها و موقعیت مکانی را تعریف می‌کنید بستگی دارد. یک انتخاب گروه زیر است که با مولدهایش مشخص شده‌است:(آخرین مولد چرخش سه تایی روی لبه هاست)
{\displaystyle C_{p}=[U^{2},D^{2},F,B,L^{2},R^{2},R^{2}U^{\prime }FB^{\prime }R^{2}F^{\prime }BU^{\prime }R^{2}].\,\!}
از آنجایی کهCo یک زیر گروه نرمال و اشتراکCo و Cpهمانی است و گروه تولید شده توسط این دو کل گروه Gاست می‌توان نتیجه گرفت که G حاصل ضرب مستقیم این دو گروه است؛ یعنی:
{\displaystyle G=C_{o}\rtimes C_{p}.\,}
حال می‌توانیم نگاهی دقیق تر به این دو گروه بیاندازیم. ساختار Co:
{\displaystyle \mathbb {Z} _{3}^{7}\times \mathbb {Z} _{2}^{11},\ }
زیرا گروه چرخش‌های هر گوشه (لبه) ی مکعب {\displaystyle \mathbb {Z} _{2}}({\displaystyle \mathbb {Z} _{3}})است، و در هر حالت مشابه است اما یک حالت ممکن است به صورت آزادانه چرخش کند اما این چرخش‌ها با آخرین چرخش بدون تغییر مکانی مشخص می‌شوند. توجه کنید که ۸گوشه و ۱۲ لبه موجود است و این نکته که همهی گروه‌های دوری آبلی هستند ساختار بالا را نتیجه می‌دهد.
گروه Cp کمی پیچیده‌تر است. این گروه دارای دو زیر گروه نرمال مجزا است:گروه جایگشت‌های زوج روی گوشهٔ A8 و گروه جایگشت‌های زوج روی لبهٔ A12. مکمل این دو زیر گروه جایگشتی است که دو لبه و دو گوشه را تعویض می‌کند. این همه جایگشت‌های ممکن را تولید می‌کند یعنی:
{\displaystyle C_{p}=(A_{8}\times A_{12})\,\rtimes \mathbb {Z} _{2}.}
با قرار دادن همه قطعات کنار هم در میابیم که گروه روبیک یکریخت است با:
{\displaystyle (\mathbb {Z} _{3}^{7}\times \mathbb {Z} _{2}^{11})\rtimes \,((A_{8}\times A_{12})\rtimes \mathbb {Z} _{2}).}
این گروه معمولاً به عنوان زیر ضرب مستقیم شناخته می‌شود
{\displaystyle [(\mathbb {Z} _{3}^{7}\rtimes \mathrm {S} _{8})\times (\mathbb {Z} _{2}^{11}\rtimes \mathrm {S} _{12})]^{\frac {1}{2}}}
در نوشتار Griess.

#### تعمیم
وقتی تقارن‌های وجه‌های کوچک مرکزی را در نظر می‌گیریم، گروه تقارنی زیر گروه
{\displaystyle [\mathbb {Z} _{4}^{6}\times (\mathbb {Z} _{3}^{7}\rtimes \mathrm {S} _{8})\times (\mathbb {Z} _{2}^{11}\rtimes \mathrm {S} _{12})]^{\frac {1}{2}}.}است.
گروه تقارنی مکعب روبیک با تجزیه و دوباره ساختن آن که به وضوح بزرگتر است به خوبی مشاهده می‌شود:یعنی ضرب مستقیم
{\displaystyle \mathbb {Z} _{4}^{6}\times (\mathbb {Z} _{3}\wr \mathrm {S} _{8})\times (\mathbb {Z} _{2}\wr \mathrm {S} _{12}).}است.
فاکتور اولی تنها برای شمردن گردش وجوه کوچک مرکزی، دومی تنها برای تقارن‌های گوشه‌ها و سومی تنها برای تقارن‌های لبه هااست. دو فاکتور بعدی مثال‌هایی از ضرب حلقه ای است.
گروه ساده ای که از خارج قسمت سری‌های ترکیب گروه مکعب روبیک استاندارد (به عبارت دیگر نادیده گرفتن چرخش وجه‌های کوچک مر کزی) به دست می‌آید {\displaystyle A_{8}}, {\displaystyle A_{12}}, {\displaystyle \mathbb {Z} _{3}}(7بار) و{\displaystyle \mathbb {Z} _{2}} (12بار) است.

## آموزش حل کردن

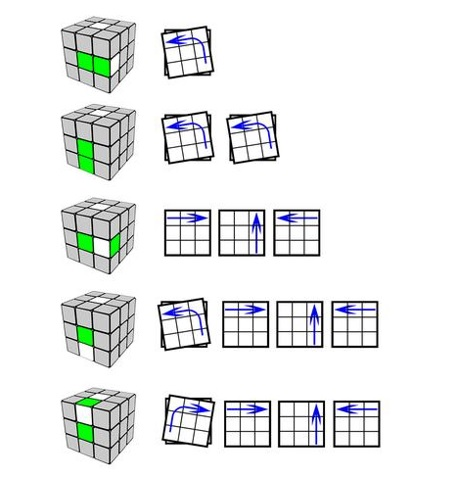
گام اول

### گام اول: ضربدر لایه اول را کامل کنید
1. مرکز سفید را بالا قرار دهید
2. قطعه مرکز زرد را جلوی خودتان بگذارید (روبه‌روی خودتان)

۳. قطعه لبه سبز/سفید (فقط ۲ رنگ دارد) را پیدا کنید و در یکی از محل‌هایی که در زیر نشان داده‌است قرار دید (سفید را بالا بگذارید و سبز را جلوی خودتان)
۴. گزینه‌هایی که با موقعیت شما تناسب دارند را انتخاب کنید و مراحل فلش‌دار را دنبال کنید تا قطعه لبه سبز/سفید را در جای خود بگذارید.
سفید را در بالا قرار دهید، مکعب را طوری بچرخانید که رنگ دیگری در برابر شما قرار بگیرد. روش بالا را دوباره دنبال کنید. این کار را با دو سمت دیگر نیز انجام دهید تا ضربدر سفید تکمیل شود. این گام کاملاً واضح است، می‌توانید آن را با اطمینان انجام دهید اما کمی تمرین لازم دارد. فقط لبه‌های سفید را به جای خودشان ببرید و قسمت‌هایی که کامل کرده‌اید را به هم نریزید.

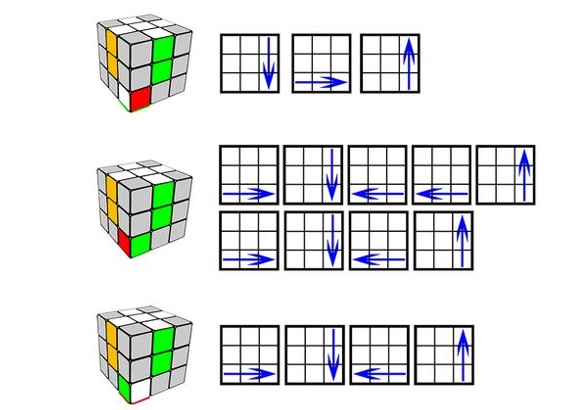
گام دوم

### گام دوم: گوشه‌های لایه اول را کامل کنید
1. سفید را بالا نگه دارید
2. قطعه مرکز سبز را در قسمت جلو بگذارید (روبروی خودتان)

۳. گوشه سبز/ سفید / قرمز (۳ رنگ دارد) را پیدا کنید و آن را در یکی قسمت‌های پایین بگذارید (بدون به هم ریختن ضربدر سفید)
1. از میان گام‌های زیر، روش مناسب را برای قرار دادن قطعه‌های سبز و سفید در جای خود انتخاب کنید
2. قطعه لبه سبز/ سفید را پیدا کنید و آن را به یکی مکان‌های زیر ببرید.

### مشکل احتمالی (ارور)
گوشه‌ای که به دنبال آن هستید در لایه بالا قرار دارد اما در جای اشتباه است یا به صورت اشتباهی چرخیده‌است. مکعب را بچرخانید به گونه‌ای که گوشه مورد نظر در گوشه بالای راست و روبروی شما قرار بگیرد، سپس با این گام‌ها، گوشه را به لایه پایین ببرید.

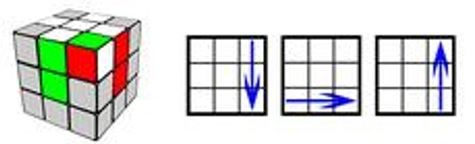
راه حل

### راه حل
این مراحل را انجام دهید سپس از مراحل (A), (B) یا (C) در بالا برای قرار دادن گوشه در سر جای خود استفاده کنید.
سفید را در بالا نگه دارید، مکعب را طوری بچرخانید که رنگ دیگری روبروی شما قرار بگیرد. دوباره مراحل زیر را دنبال کنید. با دو لایه دیگر نیز این کار را تکرار کنید تا ضربدر سفید کامل شود.

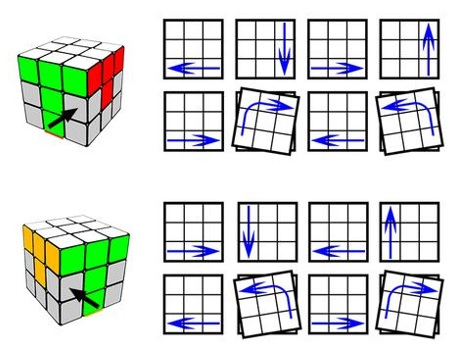
گام سوم

### گام سوم: لایه دوم را کامل کنید
1. سفید را بالا بگذارید
2. قطعه لبه سبز / قرمز را پیدا کنید
3. اگر در لایه زیری باشد، لایه پایین را بچرخانید تا لبه با رنگ وسط متناسب شود (تصویر پایین را ببینید)
4. اگر لبه در لایه زیری نباشد، به مرحله C بروید
5. گام‌های زیر را دنبال کنید تا قطعه لبه را در جای خود بگذارید.

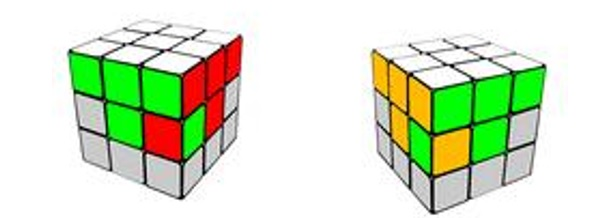
مشکل احتمالی

### مشکل احتمالی
قطعه لبه‌ای که می‌خواهید حرکت دهید در لایه دوم قرار دارد اما یا در جای اشتباه است یا اشتباهی چرخیده‌است.
راه حل: مکعب را بچرخانید، به گونه‌ای که لبه در لایه جلو باشد، سپس از یکی از راه‌های بالا استفاده کنید تا آن را در ردیف پایین قرار دهید. سپس به مرحل ۴ بالا برگردید.
مراحل A و B را با قسمت‌های دیگری در روبرو انجام دید تا لایه دوم تکمیل شود.

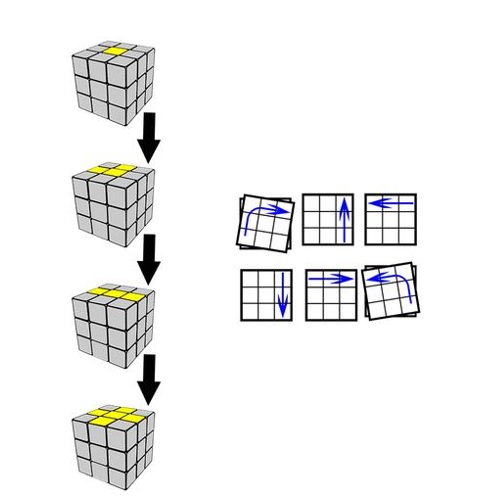
گام چهارم

### گام چهارم: ضربدر لایه سوم را تکمیل کنید
۱. مکعب را بچرخانید (حالا سفید در زیر و زرد در بالا قرار دارد)
۲. باید ببینید ۰، ۲ یا ۴ قطعه (از لایه) رو به بالا قرار دارند. حتی اگر ۴ قطعه از ضربدر، رو به بالا باشند، ممکن است در جای درست نباشند.
۳. اول باید ضربدر زرد را درست کنید سپس تکه‌های کنار هم را در جای درست در ضربدر قرار دید.
روش زیر را تکرار کنید تا به ضربدر زرد برسید
حالا ۲ یا ۴ قطعه لبه در جای مناسب دارید که با رنگ‌های مرکز تناسب دارند. باید قطعه‌های لبه در قسمت پشت و سمت راست باشند. از روش زیر برای قرار دادن قطعه‌های لبه در جای درست استفاده کنید.

### مشکل احتمالی
دو قطعه که در جای درست قرار دارند، در مقابل هم هستند.

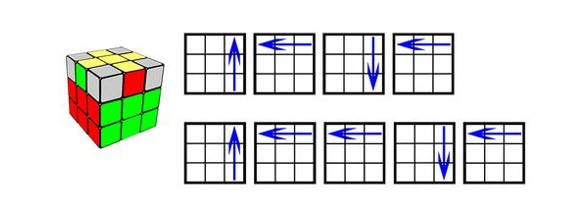
مشکل احتمالی

راه حل: مراحل (A) را یک بار انجام دهید و سپس مکعب را به شکل بالا بچرخانید و دوباره گام‌ها را تکرار کنید.

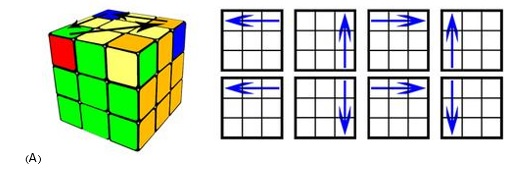
گام پنجم(a)

### گام پنجم: گوشه‌های لایه سوم را کامل کنید
(۱) اول گوشه‌ها را در مکان درست قرار می‌دهیم (A)
حالا ۰، ۱ یا همه قطعه‌های گوشه را دارید که در جای درست قرار گرفته‌اند.
اگر یک قطعه گوشه در گوشه درست باشد، مکعب را به گونه‌ای بچرخانید که این گوشه درست در قسمت راست بالا و جلو قرار بگیرد. قطعه در جای درست است اما ممکن است به درستی نچرخیده باشد.

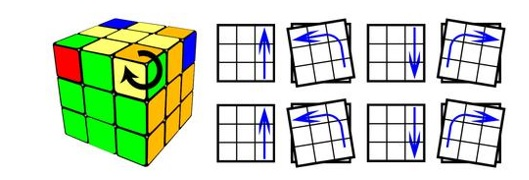
گام پنجم

این توالی را تا جایی تکرار کنید که تمام گوشه‌ها در جای درست قرار بگیرند.
گام‌های بعدی، گوشه‌ها را به درستی می‌چرخانند و مکعب را کاملاً حل می‌کنند.
نکته: این روش ممکن است بقیه مکعب را به هم بریزد. ناامید نشوید و و بگذارید همان قسمت در مقابل شما قرار بگیرد.
(تصویر رو به رو): حرکت‌ها را تکرار کنید تا قسمت زرد قطعه گوشه در بالا قرار بگیرد. ممکن است مجبور شوید این کار را ۳–۲ بار انجام دهید.
بگذارید همان قسمت روبروی شما قرار بگیرد. لایه بالایی را بچرخانید تا جایی که قطعه گوشه بعدی که باید بچرخد در قسمت بالا سمت راست قرار بگیرد. توالی بالا را تا زمانی تکرار کنید که قسمت زرد گوشه که در حال چرخاندن آن هستید در بالا قرار بگیرد. این کار را تا جایی ادامه دهید که مکعب کامل شود.

## توسعه و پیشرفت

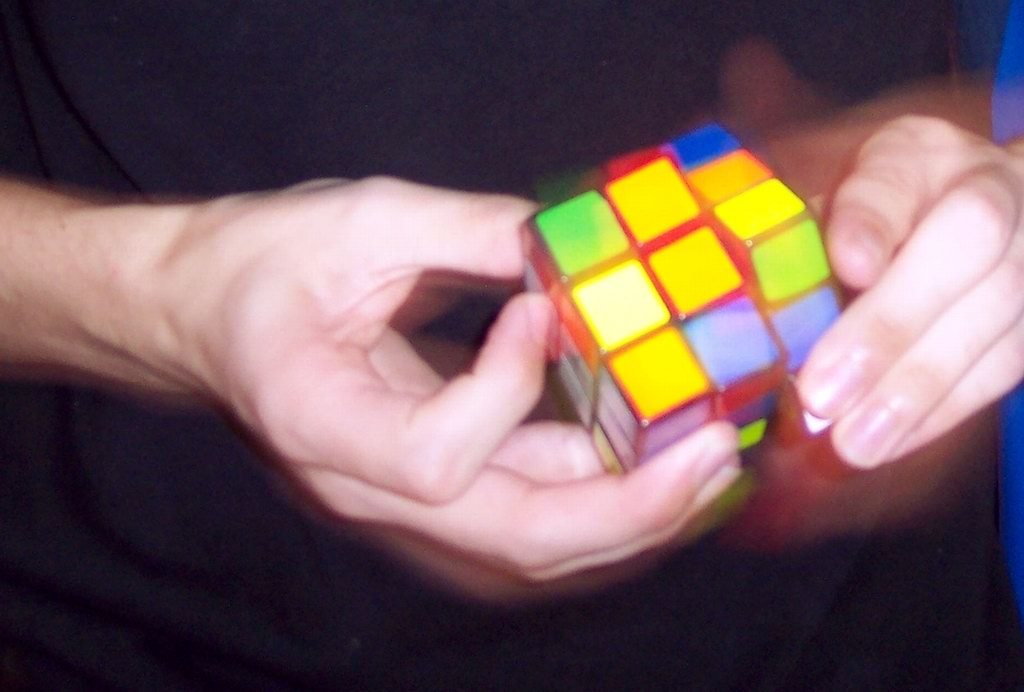
حل کردن مکعب روبیک

در ماه مارس سال ۱۹۷۰، لری نیکولز مکعب ۲×۲×۲ خود را به نام " پازل با تکه‌های قابل گردش در گروه " اختراع و درخواست حق ثبت اختراع در کانادا را برای آن کرد. قطعات مکعب نیکولز با آهنربا به هم متصل شده بود. این مکعب با شماره ثبت (| ۳۶۵۵۲۰۱ ثبت اختراع آمریکا) در تاریخ ۱۱ آوریل سال ۱۹۷۲، دو سال قبل از اختراع روبیک ثبت شد و به وی اعطا شد.
در ماه آوریل سال ۱۹۷۰، فرانک فاکس درخواست ثبت اختراع مکعب " کروی ۳×۳×۳ " خود را ارائه داد و او گواهی خود را در بریتانیا با شماره ثبت اختراع (۱۳۴۴۲۵۹) در ۱۶ ژانویه، ۱۹۷۴ دریافت کرد.
ارنو روبیک "مکعب جادویی " خود را در سال ۱۹۷۴ اختراع و در سال ۱۹۷۵ در مجارستان با شماره ثبت اختراع HU۱۷۰۰۶۲ ثبت بین‌المللی کرد. اولین سری از این اسباب بازی در سال ۱۹۷۷ تولید و در مغازه‌های بوداپست برای فروش گذاشته شد. مکعب جادویی با تکه‌های به هم پیوسته پلاستیکی ارزان‌تر و سبک‌تر از مکعب آهن‌ربایی طراحی شده توسط نیکولز بود. در سپتامبر سال ۱۹۷۹ با حضور در اولین نمایشگاه بین‌المللی اسباب بازی لندن به جهان غرب و بعد از آن در ژانویه و فوریه ۱۹۸۰ با حضور در دو نمایشگاه بین‌المللی دیگر در نورنبرگ و نیویورک پازل خود را به جهان معرفی کرد و این اسباب بازی پس از اولین حضور در نمایشگاه بین‌المللی، به سرعت توانست جای خود را در قفسه‌های مغازه‌های اسباب بازی غرب باز کند و مکعب روبیک در چهار سال اخیر در ایران پرورش بسیار یافته‌است.
Panagiotis Verdes یونانی، مخترع روش ایجاد مکعب‌های بزرگتر از مکعب روبیک، از ۵×۵×۵ تا ۱۱×۱۱×۱۱ است. او در طراحی‌هایش، که شامل مکانیزم‌های بهبود یافته برای مکعب‌های ۳×۳×۳، ۴×۴×۴ و ۵×۵×۵، مناسب برای حل سرعتی است، همان‌طور که از تاریخ ۱۹ ژوئن ۲۰۰۸ مدل‌های ۵×۵×۵، ۶×۶×۶، و ۷×۷×۷ در دسترس کیوبرها قرار گرفتند و در سال‌های اخیر در کشور ایران این مکعب توسعه بسیار یافته‌است و مورد علاقه آنان قرار گرفته‌است و حدود هفت میلیون مکعب روبیک در سال ساخته می‌شود البته این مقدار تولید مربوط به شرکت سون تاونز می‌باشد شرکت‌های مختلف دیگری هم برای تولید این مکعب وجود دارد مانند گن کای وای مویو دایان و شنگ شو.
کیوبرهای حرفه‌ای مکعب روبیک صدها الگوریتم (مجموعه‌ای از حرکات) برای حل کردن آن را یادمی‌گیرند. آن‌ها باید همچنین روی سرعت دستان خود نیز کار کنند. اگر یک تازه‌کار به حل کردن مکعب روبیک توسط یک فرد حرفه‌ای نگاه کند، متوجه می‌شود که آن‌ها برای چرخاندن قطعات مکعب به جای اینکه آن را کاملاً در دستانشان بگیرند به آن ضربه‌های ناگهانی می‌زنند.

## یادبودها
در تاریخ ۱۹ می ۲۰۱۴ گوگل لوگوی خود را به مناسبت ۴۰ سالگی مکعب روبیک تغییر داد.

## رکوردها
لیست 10 تک رکورد برتر جهان و اسپید کیوبرها به ترتیب رکورد سینگل (تک رکورد) :
| نام                | زمان به ثانیه | ملیت                | سال  | مسابقه                        |
| ------------------ | ------------- | ------------------- | ---- | ----------------------------- |
| Yiheng Wang        | 3.08          | چین                 | 2025 | XMUM Cube Open 2025           |
| Max Park           | 3.13          | ایالات متحده آمریکا | 2023 | Pride in Long Beach 2023      |
| Ruihang Xu         | 3.24          | چین                 | 2024 | Pride in Long Beach 2023      |
| Luke Garrett       | 3.44          | ایالات متحده آمریکا | 2023 | Flag City Summer 2023         |
| Aaron Huynh        | 3.46          | ایالات متحده آمریکا | 2024 | KCKC 5 Fast and Furious 2024  |
| Yusheng Du         | 3.47          | چین                 | 2018 | Wuhu Open 2018                |
| Xuanyi Geng        | 3.49          | چین                 | 2024 | Zhengzhou Open 2024           |
| Matty Hiroto Inaba | 3.59          | ایالات متحده آمریکا | 2024 | Bay Area Speedcubin' 63 2024  |
| Tymon Kolasiński   | 3.66          | لهستان              | 2024 | Flatåsen Open 2024            |
| Aidan Grainger     | 3.69          | انگلستان            | 2024 | Weston-super-Mare Autumn 2024 |

لیست 10 رکورد میانگین برتر جهان و اسپید کیوبرها به ترتیب رکورد اوریج (میانگین پنج حل) :
| نام                | زمان به ثانیه | ملیت                | سال  | مسابقه                         |
| ------------------ | ------------- | ------------------- | ---- | ------------------------------ |
| Yiheng Wang        | 4.03          | چین                 | 2025 | Xi'an Cherry Blossom 2025      |
| Xuanyi Geng        | 4.32          | چین                 | 2024 | Hangzhou Open 2024             |
| Yufang Du          | 4.59          | چین                 | 2025 | Xi'an Cherry Blossom 2025      |
| Tymon Kolasiński   | 4.67          | لهستان              | 2025 | Piła Open 2025                 |
| Ruihang Xu         | 4.84          | چین                 | 2024 | Huzhou Open 2024               |
| Max Park           | 4.86          | ایالات متحده آمریکا | 2022 | Marshall Cubing September 2022 |
| Luke Garrett       | 4.94          | ایالات متحده آمریکا | 2024 | Indiana Championship 2024      |
| Zhaokun Li         | 4.94          | چین                 | 2025 | Luoyang Spring 2025            |
| Matty Hiroto Inaba | 5.06          | ایالات متحده آمریکا | 2024 | Couve Cubing Fall 2024         |
| Bofan Zhang        | 5.16          | چین                 | 2024 | Tianjin Open 2024              |

ربات 0/637ثانیه